# Sammichele di Bari
Sammichele di Bari è un comune italiano di 5 912 abitanti della città metropolitana di Bari, situato sull'Altopiano delle Murge, in Puglia. È noto per il suo prodotto tipico, la zampina.

## Geografia fisica
Sammichele sorge nella zona centrale della Terra di Bari, a 27 chilometri a sud del capoluogo sulla direttrice per Taranto. Il territorio sorge sull'Altopiano delle Murge, a una quota media di 280 m s.l.m., e confina con i comuni di Casamassima a nord, Turi a est, Gioia del Colle a sud e Acquaviva delle Fonti a ovest.

### Territorio
Il territorio, orograficamente pianeggiante ma con un leggero aumento di quota nelle sue propoaggini meridionali, è di natura carsica, con terre rosse e rocce calcaree formatesi nel Cretaceo che hanno dato luogo a grotte e doline; è costeggiato a est dalla Lama San Giorgio, che qui è denominata Lama di Jumo.
L'area extraurbana è quasi interamente occupata da campi coltivati e masserie che praticano la zootecnia.
 I pochi tratti non coltivati sono occupati da macchia mediterranea e steppa mediterranea, quasi esclusivamente nell'alveo della Lama, aree interessate da fenomeni di degrado, dovuti in particolare all'invecchiamento del ceduo, all'incuria e abbandono della selvicoltura con conseguenti fenomeni di incendi estivi, ad un uso irrazionale della risorsa boschiva (l'uso di tale risorsa è peraltro antico, dimostrato dalla presenza di tracce, all'interno di essa, di alcune carbonaie) nonché alla presenza del depuratore della fognatura comunale.

### Clima
Il clima di Sammichele, con caratteristiche tipiche delle aree interne e collinari della regione mediterranea, è mediterraneo del sottotipo Csa secondo la classificazione di Köppen. Gli inverni sono freschi e piovosi, le estati sono calde e asciutte.
La temperatura annuale media è di 14,2 °C; la temperatura media di gennaio è di circa 6,7 °C; la temperatura media di luglio è di 22,8 °C, con picchi estivi che possono raggiungere e superare i 40 °C durante le ondate di scirocco e libeccio provenienti dal Nordafrica.

La piovosità annua si aggira attorno ai 628 mm di pioggia.
La neve cade di solito a gennaio e febbraio durante le ondate di aria fredda proveniente dai Nord Europa o Balcani, quando le temperature minime possono scendere sotto lo zero.
| Sammichele di Bari         | Mesi | Mesi | Mesi | Mesi | Mesi | Mesi | Mesi | Mesi | Mesi | Mesi | Mesi | Mesi | Stagioni | Stagioni | Stagioni | Stagioni | Anno |
| Sammichele di Bari         | Gen  | Feb  | Mar  | Apr  | Mag  | Giu  | Lug  | Ago  | Set  | Ott  | Nov  | Dic  | Inv      | Pri      | Est      | Aut      | Anno |
| -------------------------- | ---- | ---- | ---- | ---- | ---- | ---- | ---- | ---- | ---- | ---- | ---- | ---- | -------- | -------- | -------- | -------- | ---- |
| T. max. media (°C)         | 10,4 | 11,2 | 13,2 | 16,2 | 21,0 | 25,6 | 28,5 | 28,6 | 24,7 | 19,4 | 15,3 | 11,6 | 11,1     | 16,8     | 27,6     | 19,8     | 18,8 |
| T. min. media (°C)         | 3,0  | 3,3  | 4,9  | 7,3  | 11,1 | 14,7 | 17,1 | 16,9 | 14,4 | 10,9 | 7,3  | 4,5  | 3,6      | 7,8      | 16,2     | 10,9     | 9,6  |
| Precipitazioni (mm)        | 63   | 65   | 65   | 43   | 43   | 34   | 26   | 35   | 49   | 68   | 71   | 66   | 194      | 151      | 95       | 188      | 628  |
| Umidità relativa media (%) | 78   | 76   | 72   | 69   | 67   | 62   | 59   | 62   | 66   | 73   | 79   | 79   | 77,7     | 69,3     | 61       | 72,7     | 70,2 |

## Storia

### Preistoria e età classica
(Strabone, Γεωγραφικά, VI, 3,8)

#### Frassineto e ilPentimone
In un territorio abitato fin dal Neolitico, e in seguito prima dagli Iapigi e poi dai Peuceti, lungo la Lama e nei pressi della località chiamata Frassineto, l'insediamento originario ebbe una certa importanza grazie alla sua posizione strategica sulla confluenza di due importanti strade, una in direzione nord-sud (Vetus via Tarenti) che dalla vicina città peuceta di Thuriae, nei pressi dell'odierna Turi, passando per Azetium (Rutigliano) prosegue verso la costa poco a sud di Barium (Bari); l'altra in direzione est-ovest che da Silvium (Gravina di Puglia), per il Canale di Pirro, conduceva a Gnatia (Egnazia).

Poco più a nord, sempre nei pressi del letto della Lama di Jumo, nelle vicinanze di un grosso monolite chiamato in dialetto Pentimone ovvero "Pentima - pietra - grande", vi sono tracce di un altro insediamento coevo a quello di Monte Sannace.

La presenza a Sammichele di due menhir, uno alto circa due metri, l'altro poco più di un metro, posti lungo la vecchia strada per Taranto, nonché ritrovamenti di cocci (frammenti di manufatti in terracotta di varie epoche) nei pressi del Pentimone, è testimonianza di questi insediamenti.

### Medioevo
Da documenti del Codice Diplomatico Barese risulta che nel XII secolo esisteva Canale o Casale di Frassineto di proprietà del barone Thomas De Fraxeneto, abitato poi fino alla fine del XV secolo. Dal XV secolo inizia la decadenza del casale.

#### L'abbazia di Sant'Angelo in Frassineto
Le prime notizie dell'abbazia benedettina di Sant'Angelo (San Michele) nasce nel corso dell'Alto medioevo a pochi chilometri da Sammichele di Bari, in località di Frassineto risalgono al 1158 e si rilevano dal Codice Diplomatico Normanno di Aversa in cui si racconta di una controversia tra l'abate Guidalmone e il Catapano Biagio di Modugno. È accertato che nel secolo XII l'abbazia era ancora viva e vitale. Oggi restano in piedi soltanto i resti dell'antica abbazia.
Il Xll secolo

### Torre delleQuattro Migliae la Torre Centuriona
La Torre delle Quattro Miglia, eretta nella prima metà del '200 a difesa e controllo del castello di Gioia del Colle e del territorio, nel '400 diventò di proprietà di Heronimo Centurione, banchiere genovese esercitante a Bari, che probabilmente fu acquistata dagli Acquaviva D'Aragona, signori di Conversano.
Nei pressi della torre vi è una cappella palatina intitolata a santa Maria Maddalena che il Centurione fece aprire al culto. A testimonianza di ciò fece scolpire una lapide raffigurante il suo stemma nobiliare, al di sotto del quale si legge:
Secondo quanto si legge nell'Apprezzo di Gioja del 1612 del Tabulario Virgilio de Marino, il territorio di Casamassima di proprietà del Barone il quale esigeva il terraggio, ovvero la metà dei prodotti dei campi — e quello di Gioia — il quale esigeva la fida.

### Il XVII secolo

#### Dai Vaaz, ai De Ponte ai Caracciolo
Nel Seicento il mercante portoghese di origine ebraico sefardita Miguel Vaaz de Andrade, conte di Mola, amplia la vecchia "Torre Centuriona" e il 20 dicembre 1609 acquista dal Fisco il feudo di Casamassima. Radunò 460 profughi serbi per ingrandire il feudo. Due anni dopo questi vengono espulsi perché praticano segretamente il loro battesimo tradizionale ortodosso.  
Nel 1617 l'intero insediamento viene ricostruito come il Casale di San Michele. La casata dei Vaaz cade in disgrazia per sospetto cripto-giudaismo e nel 1666 nuovo barone di San Michele diventa Antonio De Ponte, della omonima casata napoletana (lo stemma è collocato sull'arco d'ingresso del castello Caracciolo). Nel 1794 muore Maria Giuseppa De Ponte, ultima discendente della casata, vedova di Nicola Caracciolo di Vietri di Potenza. Il figlio Domenico Giuseppe sarà nuovo barone del fino al 1806, anno dell'eversione (abolizione) della feudalità.
Sul portone di ingresso del Castello il De Ponte pose una lapide con la seguente scritta:

### Il XIX secolo
Nei primi anni dell'Ottocento, con l'eversione della feudalità, avvenuta per effetto delle leggi napoleoniche, i Caracciolo persero la maggior parte dei loro territori, continuando però a essere i proprietari della Torre Centuriona, successivamente chiamata Castello Caracciolo, assume ora il carattere residenza signorile estiva , con merlato cinquecentesco e facciata in stile gotlco.

San Michele ebbe un forte sviluppo grazie alla costruzione della strada consolare Bari-Taranto, tale che la popolazione raggiunse presto i 3 000 abitanti, nuove abitazioni furono realizzate al di fuori del vecchio borgo, lungo le direzioni Casamassima-Gioia (Nord-Sud) e Turi-Acquaviva (Est-Ovest), e furono realizzate importanti opere pubbliche.

Nel 1812 il casale diventa comune autonomo (Comune di San Michele).

Nel 1861, con l'unità d'Italia, San Michele prende il nome di Sammichele di Bari.

Nel 1877 fu costruita la torre con l'orologio sulla porta del vecchio borgo. Sulla sommità presenta un campanile a vela con due campane che scandiscono le ore e i quarti d'ora; al centro, al di sotto del quadrante, vi è raffigurata l'iscrizione

### Il XX secolo
Nel corso del Novecento, furono inaugurate la linea telefonica (1901), quella elettrica (1924) e la prima fontana pubblica dell'Acquedotto Pugliese.

Nel 1951 nacque la Cassa Rurale e Artigiana di Sammichele di Bari, in seguito Banca di credito cooperativo di Sammichele di Bari, che nel 2001 si fuse con quella di Alberobello per formare il BCC di Alberobello e Sammichele di Bari.

Nel 1971 l'Amministrazione Comunale acquistò il castello dai Caracciolo; nel 1968, su impulso del professor Vito Donato Bianco, nacque il Museo della Civiltà Contadina "Dino Bianco" che, nel 1974, con delibera dell'Amministrazione Comunale, fu ospitato nelle sale del Castello.

### Simboli
Stemma comunale
Blasonatura dello stemma:
(D.C.G del 26 marzo 1935)
Il gonfalone, riconosciuto con decreto del capo del governo del 26 marzo 1935, è costituito da un drappo di azzurro.

## Monumenti e luoghi d'interesse

### Architetture religiose

#### Chiesa di Santa Maria Maddalena
La Cappella di Santa Maria Maddalena tipicamente rinascimentale è una cappella riservatamente palatina, privata, della torre di cui il Signore Heronimo Centurione concede ai residenti il beneficio della messa festiva per l'intero anno liturgico (1504).
Nel 1617 con l'espansione di San Michele, viene costituita in parrocchia con il titolo di Santa Maria del Carmine. Con la casata De Ponte (1667–1794) la chiesa viene ingrandita in forme barocche. Nel 1766 per volere dell'arciprete Vito Matteo Marinelli viene innalzata la guglia barocca del campanile. Le pitture della chiesa si dividono tra pala dell'altare maggiore, e le pitture che coprono le pareti e la volta dell'abside, il complesso pittorico celebra il ciclo della vita della Vergine. Nel riquadro laterale a destra in basso è raffigurata la nascita della Vergine, nel riquadro opposto, a sinistra è raffigurata la nascita di Gesù. Al di sopra dei riquadri da sinistra a destra si notano 4 medaglioni con i ritratti di san Francesco di Assisi, san Francesco di Paola, san Filippo Neri e sant'Ignazio di Loyola.
Il primo pennacchio in alto a destra raffigura la scena dell'Annunciazione. Il pennacchio di sinistra raffigura la scena del trionfo della Vergine su satana (Apocalisse). Al centro della volta a semibotte che chiude l'abside in alto, è raffigurata l'Assunzione della Vergine in cielo. La macchina della pala dell'altare maggiore è tripartita in tre tele, ai fianchi della tela centrale (raffigurante la Madonna del Carmine) si dispongono le figure di S. Vincenzo Ferreri a sinistra e S. Girolamo a destra, le suddette pitture di scuola napoletana e di autore ignoto risalgono all'inizio del secolo XVIII.
Entrando nella chiesa vicino al primo pilastro di sinistra si nota l'acquasantiera scolpita in pietra con l'antico battistero datato  "1620 SM".
Nella navata di sinistra sono presenti due altari, sul primo vi è la statua lignea del secolo XVII di S. Michele (patrono di Sammichele di Bari), sul secondo altare vi è la statua dell'Addolorata. Infine, nella navata di destra vi è l'altare  sormontata dalla statua di S. Vito.

#### Chiesa Matrice di Santa Maria del Carmine
Fu costruita dal 1844 al 1870 in stile neoclassico, aperta al culto il 29 giugno 1870 e consacrata il 26 novembre 1873. La facciata con paramento di conci in pietra levigati a corsi regolari è divisa orizzontalmente in due ordini da una trabeazione. Il portale è sormontato da un timpano curvilineo contenente nella lunetta un affresco della Madonna del Carmine. L'interno è a croce latina con copertura in volta a botte. Le tre navate, abbellite da decorazioni in stucco dorato, sono suddivise da due ordini di colonne con capitelli ionici.
Su entrambi i lati posteriori incorporati per metà nel corpo di fabbrica della chiesa, si ergono due campanili: quello di sinistra fu completato nel 1888 e si eleva isolato dall'altezza della chiesa di un piano; quello di destra invece risulta incompleto e avrebbe contenuto l'orologio pubblico.
Il titolo di parrocchia di Santa Maria del Carmine proviene dalla chiesa S. Maria Maddalena (1617).

#### Chiesa di San Francesco di Paola
La chiesa, risalente al 1848 , è a cupola con un solo altare. Alle spalle dell'altare è posta la tela di Santa Maria del Carmine, realizzata nel 1846 dal pittore barese Giordano Bruno. Nella vetrinetta a destra dell'altare è collocata la statua San Francesco di Paola; ai lati sono posti la sagrestia e l'obitorio. Alle spalle della chiesa ci sono le bocche di 15 sepolcri con intorno i gentilizi, di cui due utilizzati per l'epidemia di colera del 1865-66. Il cimitero è stato usato fino al 1910, quando venne costruito il nuovo cimitero, per inumazione.

#### Altre chiese
Sono presenti anche la Chiesetta di Santa Teresa, ubicata sulla via per Acquaviva, e la Chiesa di San Giuseppe, cappella della famiglia Pastore - Bovio.

#### Le Confraternite
A Sammichele sono presenti quattro confraternite (Carmine, San Michele, San Rocco e Santissimo Sacramento) e alcuni gruppi di preghiera (Apostolato della Preghiera, Gruppo San Pio)

## Società

### Evoluzione demografica
Abitanti censiti

### Etnie e minoranze straniere
Al 31 dicembre 2019 gli stranieri residenti a Sammichele di Bari erano 182, pari al 2,02% della popolazione complessiva. Le comunità più numerose erano:
- Albania: 30
- Romania: 22

### Lingue e dialetti
Il dialetto sammichelino è un dialetto parlato nel comune di Sammichele di Bari appartenente al gruppo dei dialetti della Puglia centrale, e come tale è una variante della lingua napoletana. Col passare del tempo, l'italianizzazione ne ha segnato una graduale evoluzione, facendo cadere in disuso termini arcaici.

### Tradizioni e folclore

#### Feste patronali in onore di san Michele Arcangelo e San Vito martire
8 maggio e 9 maggio. Dal 2009 per Decreto Arcivescovile le due feste sono state spostate alla seconda domenica e secondo lunedì di maggio.
Fino a qualche tempo fa si festeggiava l'8 e il 9 maggio in ricordo della grazia che il santo concesse al paese e a tutti quelli limitrofi poiché, durante una grave siccità, la popolazione, come estrema ratio, chiese di portare la sacra statua in processione. Qualche memoria storica della comunità sammichelina narra che: al momento dell'uscita sul sagrato della chiesa, dopo un violento tuono, cominciò a scendere una pioggia che durò per qualche giorno e che mise fine ai disagi causati dalla mancanza d'acqua. Per questo miracolo, il comune limitrofo, Acquaviva delle Fonti, regalò alla comunità di Sammichele una giornata per poter svolgere la fiera paesana.

#### Festa della Madonna del Carmine
Il 16 luglio viene portata in processione una statua della patrona dell'unica parrocchia di Sammichele.

#### Carnevale sammichelino
Protagonisti indiscussi del carnevale sammichelino sono i festini, serate di ballo con compagnie di maschere organizzate perlopiù presso abitazioni private, regolamentate secondo un'antica e tradizionale disciplina, dal 17 gennaio al martedì grasso. Agli anni '30 dell'Ottocento risalgono le prime notizie del carnevale di Sammichele di Bari. Nella domenica conclusiva, si svolge una sfilata che passa per le vie più importanti del paese, con la realizzazione di carri allegorici, e si chiude in piazza Vittorio Veneto, con la tipica pentolaccia.

#### I falò di san Giuseppe
Il 19 marzo, giorno di San Giuseppe, dopo la scuola gruppetti di bambini girano per le strade del paese portando un ramo di risulta della potatura del ciliegio ("u zipp" - Plur. "i zepp'r, ben ramificato, bussando porta a porta e chiedendo: "Ce 'ng mitt a San G'sepp?" ( "Cosa ci metti a San Giuseppe?"). Il padrone di casa offre un frutto, un dolcetto o un piccolo dono che viene appeso a una delle ramificazioni d'u zipp.

In serata tutti i rami colmi di doni vengono posati alla base di grossi cumuli di fascine ai quali viene dato fuoco creando dei falò attorno ai quali la gente si raduna gioiosamente chiacchierando e mangiando ceci tostati e bevendo del vino.
Sammichele Music Festival
Dal 2021, nella prima settimana di agosto, in piazza Vittorio Veneto, si alternano diverse serate di concerti in compagnia di cantanti di rilievo della musica italiana.

## Cultura

### Biblioteche
La biblioteca comunale, istituita nel 1966, ha un patrimonio di circa 6000 volumi ed è allestita nei locali dell'ex Comune di Sammichele di Bari in Piazza Leonardo Netti. 
La biblioteca parrocchiale, istituita nel 1998 raccoglie volumi, libri e pubblicazioni di proprietà parrocchiale.

### Scuole
L'Istituto Comprensivo di Sammichele di Bari comprende due scuole dell'infanzia, una primaria e una secondaria di primo grado.

### Musei
- Museo della Civiltà Contadina "Dino Bianco"[20], allestito negli ambienti del Castello Caracciolo, conserva circa 8000 oggetti che testimoniano la vita degli uomini della Civiltà Contadina, civiltà millenaria fondata sull'agricoltura, l'allevamento e i mestieri artigianali correlati.

### Cinema
A Sammichele di Bari nel 1979 è stato girato il film La vedova del trullo, con la regia di Franco Bottari.

### Cucina
La zampina, prodotto tipico sammichelino, è un salume a base di carne mista fresca insaccato lungo e sottile, simile alla luganega, da mangiare previa cottura. Le dimensioni sono di 70–100 cm per kg di prodotto. Ha un colore rosso più o meno intenso. Si prepara con carne mista bovina (primo taglio), ovina (ritagli) e suina (ritagli), tritata e condita con pomodoro, formaggio pecorino, basilico, sale e pepe, insaccata in budello di agnello o capretto.
Per celebrare e promuovere il prodotto l'ultimo sabato di settembre si tiene la Sagra della zampina, del bocconcino e del buon vino, nata nel 1967. Il Comune ha richiesto il riconoscimento IGP.
Il territorio di Sammichele è compreso inoltre nelle aree del Primitivo di Gioia del Colle DOC, dell'Olio Terra di Bari DOP, della Cipolla Rossa di Acquaviva DOP, della Burrata di Andria IGP, della Mozzarella di Gioia del Colle DOP e del Caciocavallo Silano DOP. A Sammichele di Bari è da attribuire inoltre la nascita della Ciliegia Ferrovia.
Tipica focaccia di Sammichele di Bari è la "F'cazz a  Livr":- ( focaccia a origano ) si prepara con pasta di pane lievitata, olio di oliva, sale e origano. Assume la caratteristica chiusura a spirale.

## Economia
La primaria risorsa economica di Sammichele di Bari è l'agricoltura. Vengono coltivate soprattutto olive, ciliegie, uva da tavola e da vino, mandorle. Locali frantoi oleari provvedono alla molitura delle olive e alla produzione di olio d'oliva per uso familiare e/o commerciale. Nel territorio sono altresì presenti aziende vivaistiche che esportano nel bacino del Mediterraneo.
Una certa importanza rivestono il turismo enogastronomico e il turismo scolastico, dovuto alla presenza del Museo Dino Bianco.

## Infrastrutture e trasporti

### Strade
Il principale asse viario del Comune è la Strada statale 100 che collega Bari a Taranto.
La viabilità locale è assicurata dalle strade provinciali
- SP58 Putignano-Sammichele,
- SP 132 Turi-Sammichele.
- SP125 Acquaviva-Sammichele.

### Ferrovie
La stazione ferroviaria di Sammichele di Bari, denominata col solo nome di Sammichele, è posta lungo la linea Mungivacca-Putignano ed gestita dalle Ferrovie del Sud Est.

## Amministrazione
Di seguito è presentata una tabella relativa alle amministrazioni che si sono succedute in questo comune.
| Periodo           | Periodo           | Primo cittadino        | Partito                                    | Carica      | Note   |
| ----------------- | ----------------- | ---------------------- | ------------------------------------------ | ----------- | ------ |
| 19 ottobre 1987   | 15 giugno 1990    | Vito Leonardo Spinelli | Democrazia Cristiana                       | Sindaco     | [ 31 ] |
| 15 giugno 1990    | 12 gennaio 1993   | Marco Sportelli        | Partito Socialista Italiano                | Sindaco     | [ 31 ] |
| 12 gennaio 1993   | 19 febbraio 1994  | Nicola Madaro          | Democrazia Cristiana                       | Sindaco     | [ 31 ] |
| 19 aprile 1994    | 24 aprile 1995    | Rocco Spinelli         | Partito Popolare Italiano                  | Sindaco     | [ 31 ] |
| 24 aprile 1995    | 14 giugno 1999    | Gaspare Rubino         | centro-sinistra                            | Sindaco     | [ 31 ] |
| 14 giugno 1999    | 14 giugno 2004    | Nicola Madaro          | Partito Popolare Italiano                  | Sindaco     | [ 31 ] |
| 15 giugno 2004    | 7 giugno 2009     | Filippo Boscia         | Lista civica: L'idea insieme               | Sindaco     | [ 31 ] |
| 8 giugno 2009     | 22 settembre 2011 | Natale Francesco Tateo | Lista civica: Sammichele con Tateo sindaco | Sindaco     | [ 31 ] |
| 22 settembre 2011 | 8 maggio 2012     | Alfonso Magnatta       |                                            | Comm. pref. | [ 31 ] |
| 8 maggio 2012     | 12 giugno 2017    | Filippo Boscia         | Lista civica: L'idea insieme               | Sindaco     | [ 31 ] |
| 12 giugno 2017    | 12 giugno 2022    | Lorenzo Netti          | Lista civica: Sammichele per tutti         | Sindaco     | [ 31 ] |
| 12 giugno 2022    | in carica         | Lorenzo Netti          | Lista civica: Sammichele per tutti         | Sindaco     | [ 31 ] |

## Sport
- Polisportiva Sammichele, squadra di calcio a 5 militante in Serie A2
- GS Atletico Sammichele, squadra di pallavolo militante in Serie D
- ASD Bocciofila Sammichele, società premiata due volte campione d'Italia (2005 e 2007)
- Sport e Cultura Sammichele, calcio a 11
- R03 Sammichele di Bari, società di ciclismo
- Virtus Cap San Michele, squadra di calcio a 5 femminile militante in Serie A2

•Spits Run Sammichele di Bari,società di Running e atletica leggera